# KIconEdit
KIconEdit je preprost urejevalnik ikon za grafično namizje K Desktop Environment. Uporablja standardizirano paleto barv in je bil dolgo v uporabi za risanje privzetih ikon tega grafičnega namizja.